# Fortaleza de Peniche
La  Fortaleza de Peniche (en portugués: Praça-forte de Peniche) se localiza en la ciudad del mismo nombre, en la región del Oeste y en el distrito de Leiría, en Portugal. 
Es una fortificación implantada en la zona sur del municipio, entre el puerto de pesca, por el este, y la Cueva de la Furninha al oeste.
Es también un museo, el  Museo Municipal de Peniche, estando compuesto por colecciones de arqueología (representativas del expolio de la cueva de la Furninha), arqueología submarina, malacología (rama de la biología que estudia los moluscos), construcción naval y artesanía local. Alberga también un sector dedicado
a la resistencia antifascista, pudiendo ser visitadas las antiguas celdas de los presos.

## Historia

### Antecedentes: el Castillo de la Villa
En la época de la Independencia de Portugal, la isla de Peniche se erguía cerca de ochocientos metros del continente, junto a la foz del río de San Domingos.  La acción de las corrientes marítimas y de los vientos, con el paso de los siglos, llevó a la agradación de ese curso de agua, viniendo las arenas a formar progresivamente un cordón de dunas que, consolidándose, unió la isla de Peniche al continente, haciendo desaparecer el puerto de Atouguia da Baleia.
El antiguo lugar de la Ribeira d’Atouguia, en la foz de ese río, era uno de los puertos portugueses más importantes de la Edad Media, punto de acceso privilegiado a las localidades del centro del país (Lisboa, Óbidos, Torres Vedras, Santarém y Leiría), estando implicadada en importantes episodios de la Historia de Portugal. Fue blanco constante de ataques de corsarios ingleses, franceses y de piratas berberiscos, el rey Manuel I de Portugal (1495-1521) encargó al conde de Atouguia la elaboración de un plan para la defensa de aquel tramo del litoral, que fue presentado a su sucesor, João III de Portugal (1521-1557). Los trabajos fueron iniciados por la construcción, en 1557, del llamado castillo de la vila, estructura abaluartada, bajo la supervisión de D. Luís de Ataíde, concluido alrededor de 1570, al tiempo del reinado de D. Sebastião (1557-1578). Durante la Dinastía Filipina, fue en Peniche cuando las tropas inglesas, cedidas por Isabel I de Inglaterra, bajo el mando de António I de Portugal, iniciaron su marcha sobre Lisboa (julio de 1589), en la tentativa infructífera de restaurar la soberanía portuguesa.
La población pesquera fue elevada a villa (1609), habiendo sido efectuadas algunas reparaciones en sus murallas.

### La Guerra de Restauración
En 1836, la fortaleza vivió dos eventos funestos: el incendio que destruyó completamente el llamado Palacio del Gobernador (que no volvería a ser recuperado) y una explosión de pólvora almacenada en un de los almacenes.
En este siglo, ante la progresiva pérdida de su función defensiva, sus instalaciones pasaron a ser utilizadas como prisión (época de las guerras napoleónicas) y posteriormente, como prisión política (época de las guerras liberales, tanto para liberales, como para absolutistas). Tuvo utilización militar hasta 1897. Uno de sus últimos gobernadores fue José Tomas de Cáceres (hijo).

### DelsigloXXa nuestros días
En los albores del siglo XX fue utilizada, después de la victoria inglesa en Sudáfrica, como refugio para los bóeres que se encontraban refugiados en la colonia portuguesa de Mozambique. En la época de la Primera Guerra Mundial (1914-1918), en ella estuvieron detenidos alemanes y austríacos, convirtiéndose, durante el Estado Nuevo portugués (1930-1974), en prisión política de seguridad máxima (1934), época en que se hizo escenario de dos célebres y espectaculares fugas. 
En la madrugada del 18 al 19 de diciembre de 1954, el encarcelado dirigente comunista António Días Lourenço, que quince días antes provocó un incidente para ser recogido al "secreto", consiguió escaparse por una apertura de 20 x 40 centímetros que serró en la puerta de la celda, descendiendo después 20 metros de muralla hasta al mar con una cuerda hecha con pañuelos rasgados. La improvisada cuerda se rompió, haciéndolo caer al mar. Fue arrastrado por las olas. Con mucho esfuerzo, agotado, consiguió sin embargo alcanzar tierra y lograr escapar escondido, con la ayuda de pescadores, en una camioneta de transporte de pescado.
El 3 de enero de 1960, tiene lugar la memorable "Fuga de Peniche", protagonizada por Álvaro Cunhal, Joaquim Gomes, Carlos Costa, Jaime Sierra, Francisco Miguel, José Carlos, Guilherme Carvalho, Pedro Suenes, Rogério de Carvalho y Francisco Martins Rodrigues, gracias a la ayuda de un guardia republicano que consiguió la inmobilización con cloroformo de su compañero de vigilancia. El guardia en cuestión condujo a los fugitivos, uno a uno, agachados, hasta la un lugar más oscuro de la muralla, de donde descendieron al exterior con el auxilio de la referida cuerda hecha de pañuelos.
El 25 de abril de 1974, con la Revolución de los Claveles, el fuerte fue uno de los objetivos principales de la acción de los militares revolucionarios. Pasó después a ser utilizada como refugio para los retornados de los ex-territorios ultramarinos portugueses en África tras el proceso de descolonización.
En el inicio de los años 1980, cuando los últimos retornados de las colonias salieron, un grupo de personas de Peniche, con la colaboración de personas y entidades de diversas áreas, transformaron el fuerte en un museo pensado para recordar, por un lado, los hechos y memorias de la resistencia antifascista contra el Estado Nuevo (sector de la resistencia) y, por otro, de la historia de Peniche, dando protagonismo al mar como elemento dominante en su contexto natural e histórico (sector local). La mayor parte del patrimonio actual proviene de donaciones hechas en esa época. 
A partir de 1984 solo uno de los tres pabellones del fuerte quedó abierto al público general como Museo Municipal, exhibiendo su patrimonio de modo más ordenado: arqueológico, histórico y etnográfico (encaje de bolillos, piezas consagradas a la pesca y a la construcción naval). Fueron entonces realizadas mejoras en el llamado Núcleo de la Resistencia, con restauraciones y la reconstrucción del ambiente como prisión política (celdas individuales). En este último, los visitantes pueden ver la celda donde estuvo prendido el secretario general del Partido Comunista Portugués, Álvaro Cunhal, y algunos de sus dibujos a carbón, así como el lugar por donde se escapó en 1960. El museo es visitado anualmente por cerca de 40.000 personas.

## Características
La fortaleza está constituida por una serie de obras defensivas con estructura abaluartada, con planta en el formato de un polígono irregular estrellado, adaptado al terreno. El perímetro amurallado comprende un área de cerca de dos hectáreas, con cuatro puertas: la de las Cabanas, la Nueva, la de la Punta y la de Peniche de Cima. El conjunto de la fortificación se dividía en dos grandes sectores:
Al norte, en Peniche de Cima, dominaba el Fuerte de la Luz. De formato poligonal, con baluartes en los vértices coronados por garitas circulares, estaba armado de cañones en el terraplén, del lado del mar. De tierra, protegiendo el portón monumental, poseía un revellín triangular. El conjunto integraba el llamado "Baluarte Redondo", la "Torre de Vigila" y la capilla de Santa Bárbara.
Al sur, en Peniche de Bajo, dominaba la Ciudadela. Del lado del Campo de la Torre, junto del antiguo puerto de pesca, un revellín protegía su entrada y un foso abierto a lo largo de la muralla, que se llenaba de agua con la marea alta, completaba su defensa al este. Cortinas y fosos adicionales protegían el sector oeste, así como diversos cañones, caminos cubiertos y esplanadas. Otras dos cortinas al norte y baluartes al este y al oeste estaban asociados a varias construcciones de planta rectangular. En ese conjunto fueron integradas las famosas prisiones posteriormente construidas, alrededor de una torre de vigila.